# 輻紋海豬魚
輻紋海豬魚，為輻鰭魚綱鱸形目隆頭魚亞目隆頭魚科的其中一種，分布於西大西洋區，從美國北卡羅萊納州至巴西海域，棲息深度2-55公尺，體長可達51公分，棲息在珊瑚礁海域，以軟體動物、甲殼類、海星、海膽等為食，生活習性不明，可做為食用魚及觀賞魚，有雪卡魚毒的紀錄。